# Roseto degli Abruzzi
Roseto degli Abruzzi là một đô thị và thị xã của Ý. Đô thị này thuộc tỉnh Teramo trong vùng Abruzzo. Roseto degli Abruzzi có diện tích km2, dân số theo ước tính năm 2005 của Viện thống kê quốc gia Ý là 23.669 người. 
Các đơn vị dân cư:
Đô thị Roseto degli Abruzzi giáp với các đô thị: